# シャツキー海台
シャツキー海台（シャツキーかいだい、英: Shatsky Rise) は、日本の東、北西太平洋海盆のなかほどの海底に位置する海台である。
シャツキー海台は、タム山塊（Tamu Massif）、シルショフ山塊（Shirshov Massif）、オリ山塊（Ori Massif） の3つで構成され、南西にあるタム山塊が最も大きい。シャツキー海台の北東部にはパパニン海嶺（Papanin Ridge）が延びている。21世紀になって海台の複数箇所からのサンプル採集が行われ、成分分析や年代解析が行われたが、成因は解明されていない。
シャツキー海台は、3つのプレート（太平洋プレート、ファラロンプレート、イザナギプレート）の三重会合点において、ジュラ紀後期から白亜紀初期の間に形成したと仮定されている 。
なお、タム山塊が地球最大の「火山」と報道されたこともあるが、後の再調査によって提唱者自身が、単一の火山ではなく、海の地殻が次々に折り重なってできた巨大な地形であるという結論に達した。

## 注・出典
1. ↑  北西太平洋海盆: 東方から反時計廻りの順に、以下の海底地形に囲まれた海盆; 天皇海山列、千島・カムチャツカ海溝、日本海溝、伊豆・小笠原海溝、小笠原海台、マーカス・ウェイク海山群。
2. 1 2 3  佐野貴司, 「巨大海台をつくる基盤溶岩の掘削成果」『地質学雑誌』 123巻 4号 2017年 p.207-223, doi:10.5575/geosoc.2016.0054。
3. ↑  "What built Shatsky Rise, a mantle plume or ridge tectonics?", GSA Special Papers 2005, v. 388, p. 721-733
4. ↑  太平洋の海底で世界最大の火山を発見か - National Geographic（2013.09.06）、2020年8月閲覧
5. ↑  世界最大の火山が覆る、日本東方沖の「タム山塊」 - National Geographic（2019.07.17）、2020年8月閲覧